# Berezan, Oceac
Berezan (în ucraineană Березань) este localitatea de reședință a comunei Berezan din raionul Oceac, regiunea Mîkolaiiv, Ucraina.

## Demografie
Componența lingvistică a localității Berezan
     Ucraineană (70,37%)
     Rusă (29,63%)
Conform recensământului din 2001, majoritatea populației localității Berezan era vorbitoare de ucraineană (70,37%), existând în minoritate și vorbitori de rusă (29,63%).